# 観音寺自動車学校
観音寺自動車学校（かんおんじじどうしゃがっこう）は、香川県観音寺市にある香川県公安委員会指定自動車教習所。讃岐煉瓦の自動車学校部門として昭和38年8月認可される。平成7年に現在地へ移転。観音寺市周辺の通学、および県外からの合宿教習を実施している。

## 取得免許
- 大型自動車
- 中型自動車
- 準中型自動車
- 普通自動車
- 大型自動二輪車
- 普通自動二輪車
- 限定解除審査

## 周辺
- 有明浜海水浴場
- 世界のコイン館
- 寛永通宝（大砂絵）
- 寛永通宝（大砂絵）展望台

## 関連企業
- 讃岐煉瓦
- 讃岐建材
- 讃岐生コンクリート
- 讃岐ジープ化成
- 讃岐スパ開発（琴弾廻廊）